# Metalimnobia charlesi
Metalimnobia charlesi là một loài ruồi trong họ Limoniidae. Chúng phân bố ở miền Cổ bắc.